# سعد عبد الرحيم عبد الكريم
سعد عبد الرحيم عبد الكريم وهو لاعب كرة قدم سابق ومدرب محترف في مجال كرة القدم حاليا، من مواليد 1961 حاصل على شهادة بكالوريوس في علوم الإحصاء سنة 1984 من جامعة بغداد.

## الفرق والمنتخبات التي مثلها كلاعب
لقد مثل أندية (الأعظمية والرشيد) في الدرجة الثانية و(الجيش والزوراء الرياضي بكرة القدم) في الدرجة الأولى. وحصل على كافة الألقاب والإنجازات لنادي الزوراء الرياضي للفترة من عام 1983 وحتى 1993 ((منها ثلاث بطولات كأس العراق، وبطولة دوري العراق وبطولتين لمجلس التعاون العربي، ومشاركتين لبطولتي الأندية العربية والآسيوية)) ولقد مثل (المنتخب العراقي العسكري 1988 والأولمبي 1987).
1.مثل فريق نادي الزوراء المشارك ببطولة الدوري للفتري من 1984-1994 والحائز على بطولة الدوري والكأس للمواسم 1989-1990-1991.
2.أحد لاعبي المنتخب الأولمبي لعام 1987.
3.شارك مع المنتخب العسكري المشارك في تصفيات بطولة العالم العسكرية التي اقيمت في دولة الإمارات العربية المتحدة عام 1988.
4.شارك مع نادي الزوراء ببطولة أندية مجلس التعاون العربي الأولى لعام 1989 في الأردن وحاز على لقب هداف البطولة وأحرز الفريق المركز الأول.
5.شارك مع نادي الزوراء الحائز على بطولة مجلس التعاون العربي الثانية لكرة القدم لعام 1990 التي اقيمت في العراق.
6. شارك مع فريق الرشيد العراقي في بطولة تصفيات الأندية الآسيويه الثامنة لأبطال الدوري لعام 1988 التي اقيمت في الصين وترشح فريقهُ إلى النهائيات.
7.شارك مع فريق نادي الزوراء في بطولة اليبويل الفضي لنادي السالمية الكويتي لعام 1989.
8.شارك مع فريق نادي الزوراء في تصفيات بطولة الأندية العربية لأبطال الدوري التي اقيمت في الأردن.
9.احترف اللعب في دولة بنغلادش لعام 1992.
10.مثل نادي الرشيد لعام 1983-1984 الحاصل على بطولة الدرجة الثانية.
11.مثل نادي الأعظمية الرياضي المشارك بدوري الدرجة الثانية لموسم 1981-1982.
12.مثل نادي الجيش الرياضي للموسم 1991-1992.
13.اعتزل اللعب عام 1995.

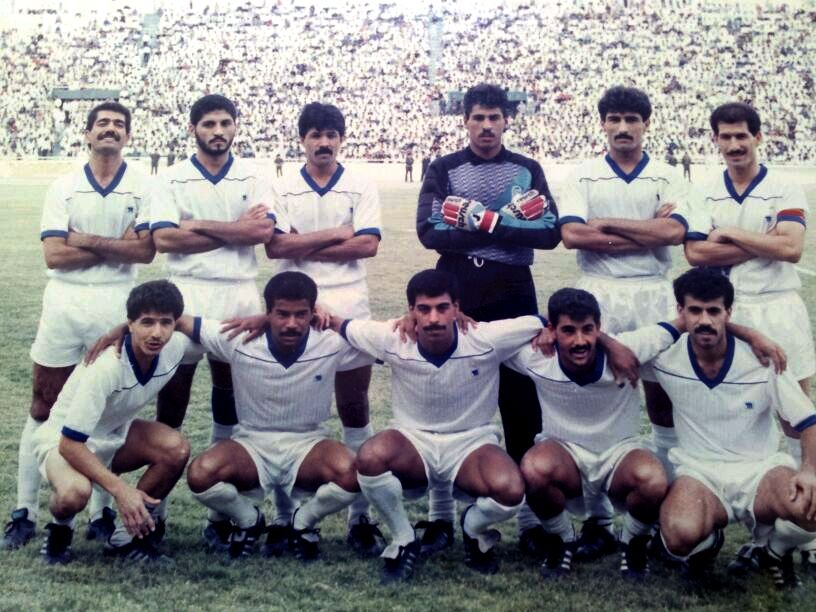
فريق نادي الزوراء
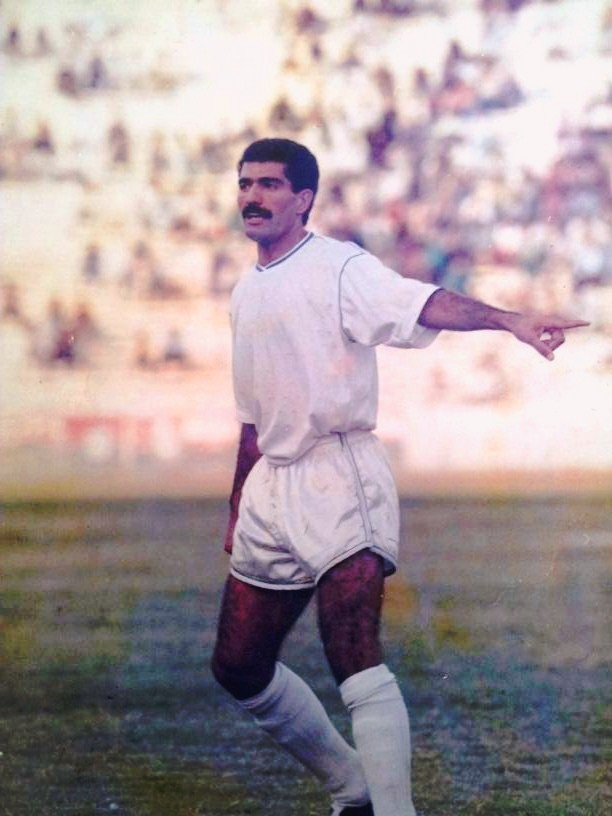
سعد عبد الرحيم يوجه زملاءة داخل الملعب
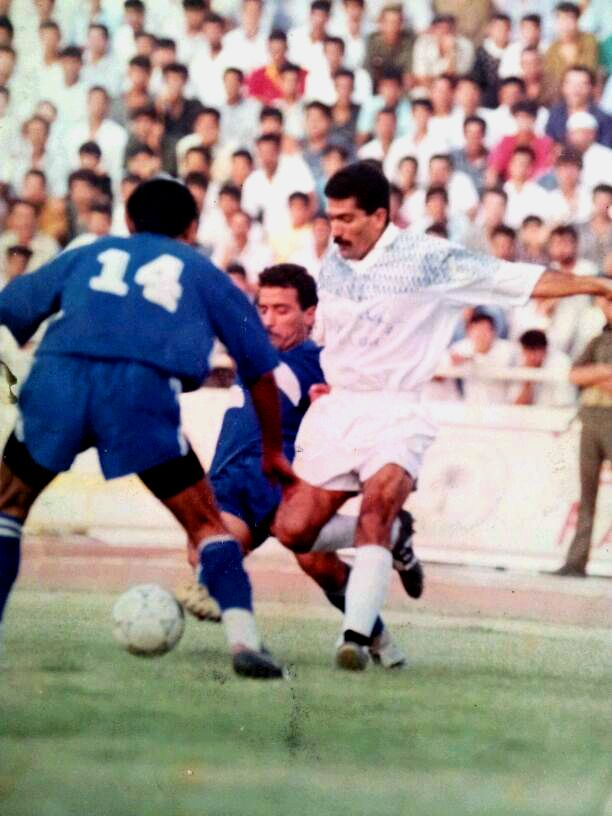
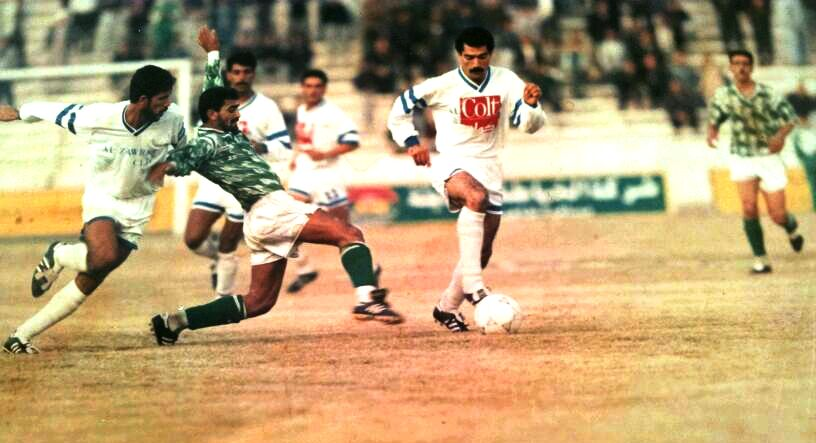

## الدورات والشهادات التدريبية
في مجال التدريب حصل على الشهادات التدريبية الدولية والصادرة من الأتحاد الآسيوي لكرة القدم كما يلي:
1.شهادة (A) الخاصة بتدريب المنتخبات (الفئات العمريه والأولمبي والأول) في حزيران عام2000.
2.شهادة (B) الخاصة بتدريب انديه الدرجة الأولى والثانية والممتازه.
3.شهاده (C) الخاصة بتدريب الفئات العمريه عام 1999.
4. شهادة تخصصيه لتدريب الفئات العمريه من عمر 9سنوات ولغاية عمر 18 سنة اقيمت في ماليزيا في أبريل عام 2000 بمشاركه 30دولة، و66 مشارك من مختلف الدول.
4.شهاده الاتحاد العماني لكرة القدم لخوض تجربة الاحتراف في سلطنة عُمان للمواسم 2002-2010.
5.شهادة في تدريب اساليب الدفاع الحديثة (المدرسة الإيطالية للمحاضر الإيطالي باولو فانولي صادرة من الاتحاد القطري لكرة القدم 2013).
6.حاليا عضو مشارك في دورة دبلوم تدريب المحترفين المقامة في دولة قطر.

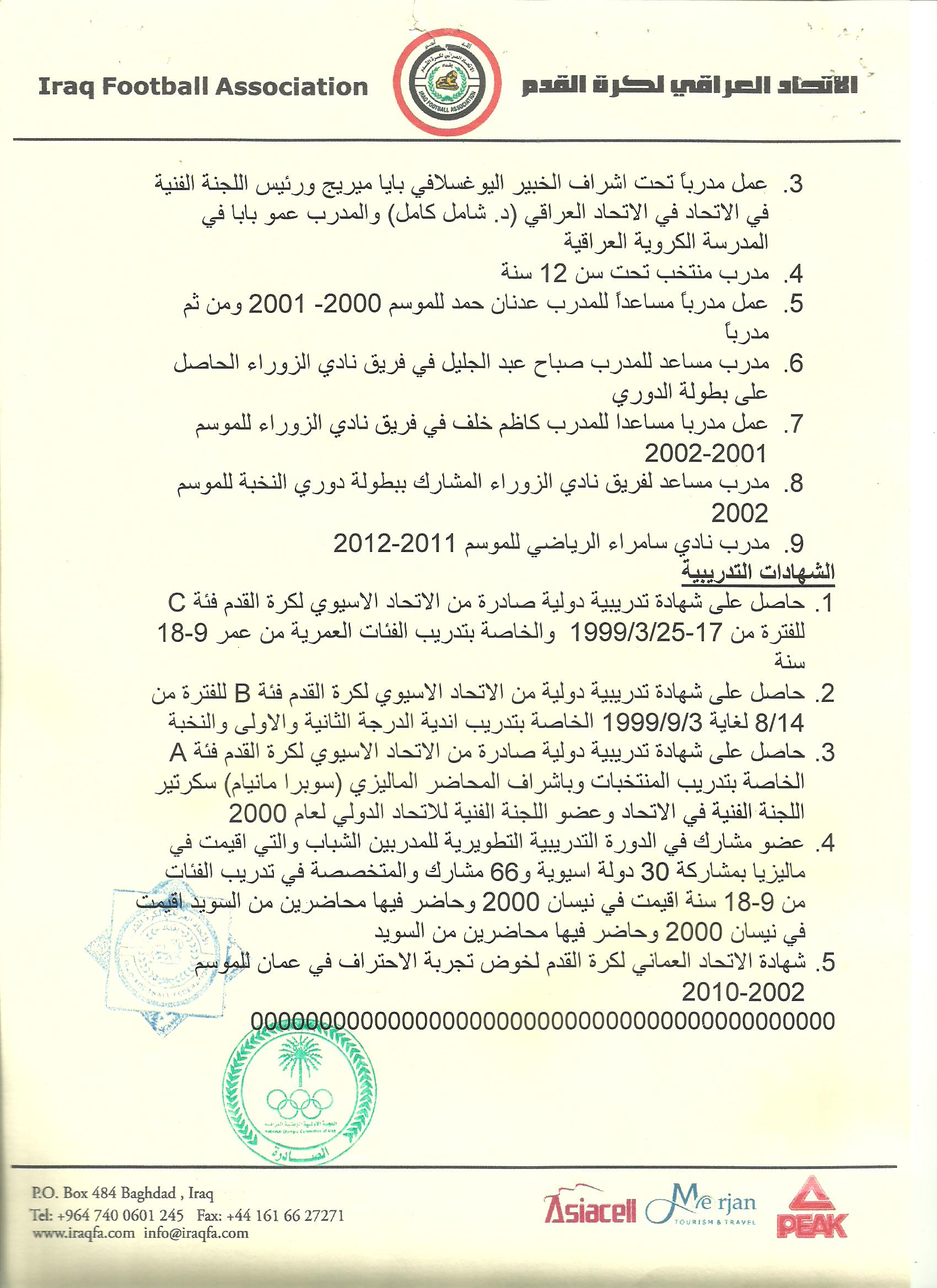
تاييد السيرة الذاتية من الاتحاد العراقي لكره القدم.
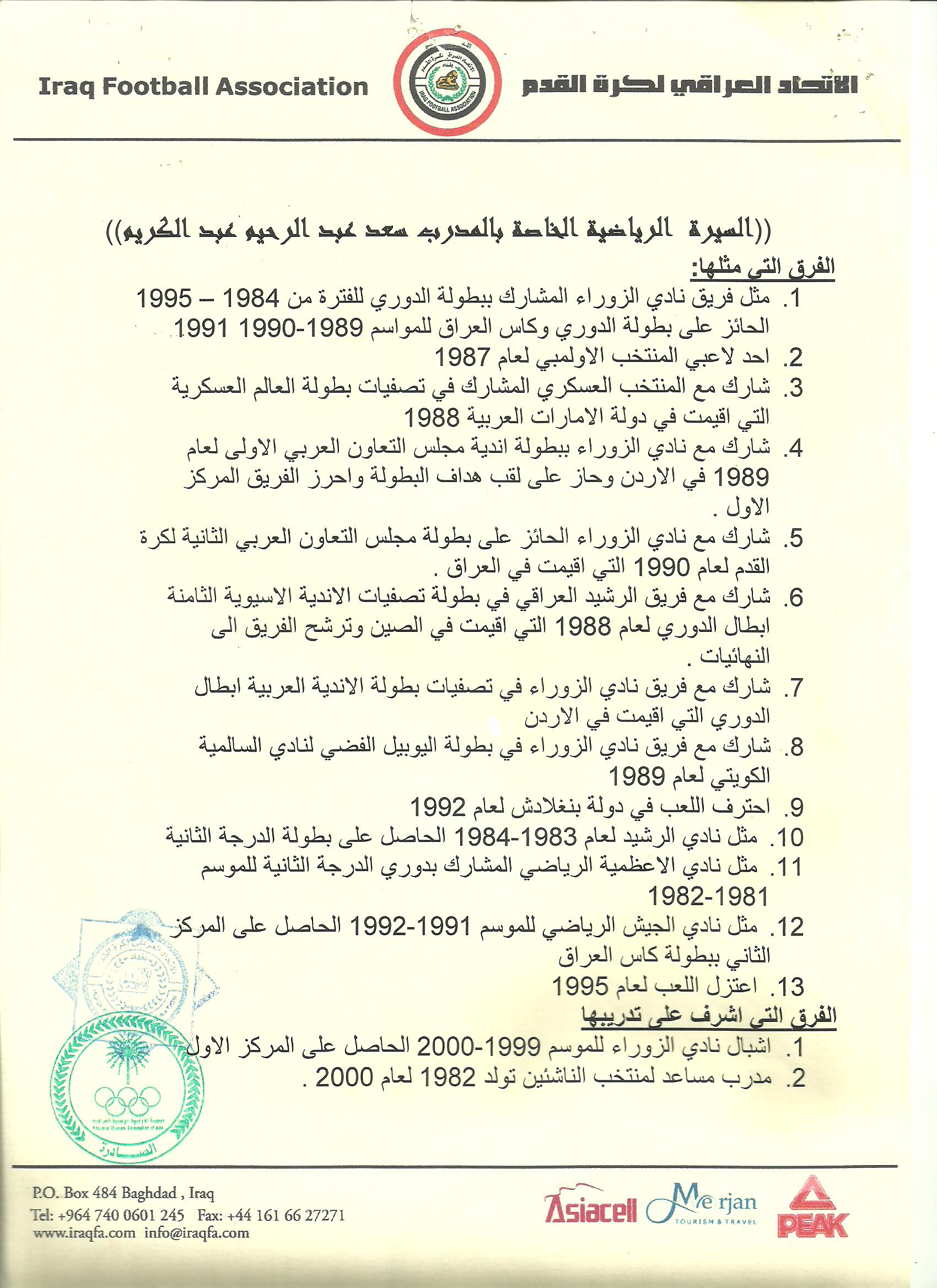
تاييد السيرة الذاتية من الاتحاد العراقي لكره القدم.
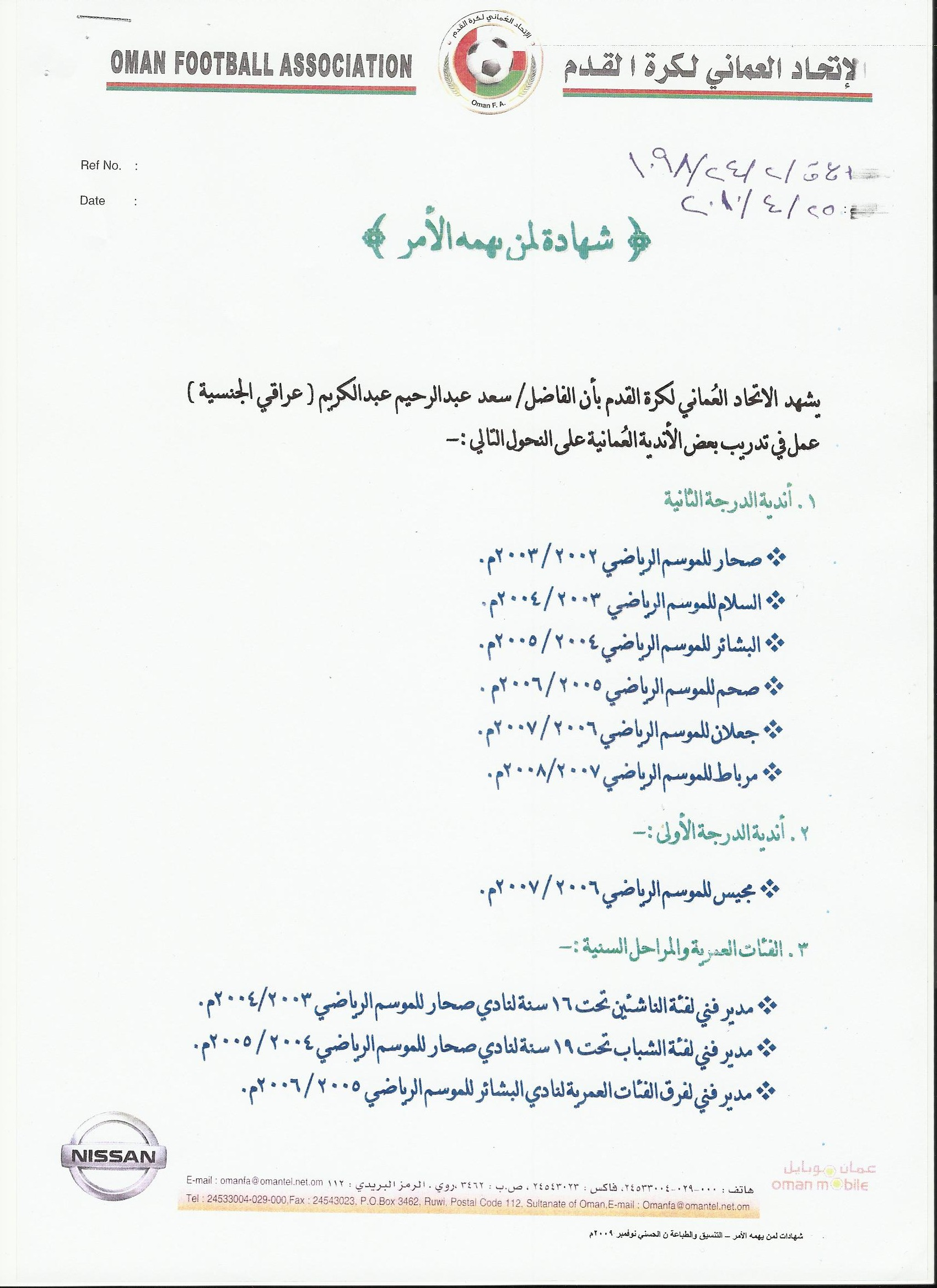
تاييد السيرة الذاتية الاتحاد العماني لكرة القدم.
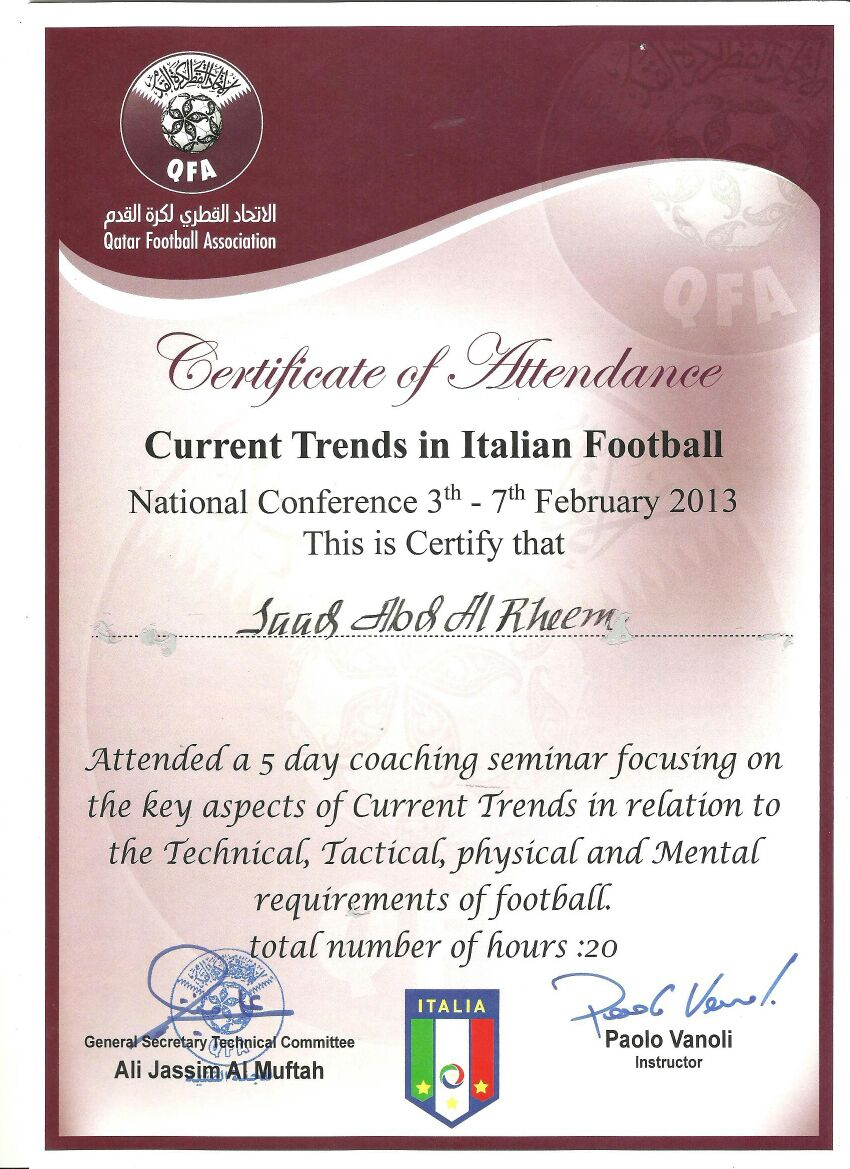
شهاده في تدريب اساليب الدفاع الحديثة المدرسة الإيطالية للمحاضر الإيطالي باولو فانولي صادرة من الاتحاد القطري لكرة القدم 2013.
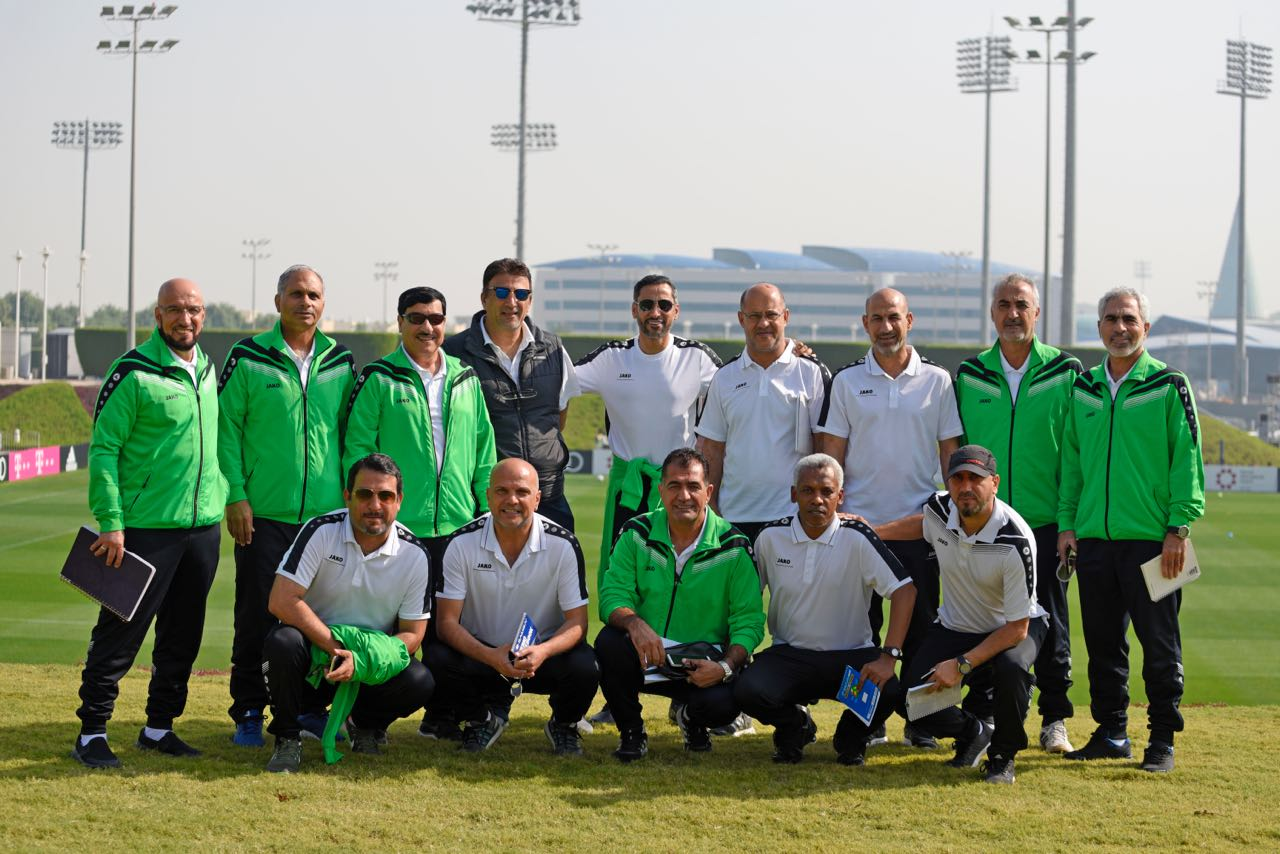
دورة دبلوم المدربين المحترفين الآسيوية مع مجموعه من نخبة المدربين العرب.

## الفرق التي أشرف على تدريبها
1.اشبال نادي الزوراء الحاصل على المركز الأول لسنه 1999-2000.
2. منتخب العراق الناشئين تولد 1982 سنة سنة 2000.
4. مدربا مساعدا تحت اشراف المدربين: عمو بابا وبايا ايميرج اليوغسلافي (في المدرسة الكروية وهي أول مدرسة تفتتح في العراق في تلك الفترة).
5.مدرب مساعد للمدرب عدنان حمد ومن ثم مدربا.
6.مدرب مساعد للمدرب صباح عبد الجليل مع نادي الزوراء الحاصل على بطوله الدوري.
7.مدرب مساعد للمدرب كاظم خلف في فريق نادي الزوراء للموسم 2001.
8. مدرب مساعد لفريق نادي الزوراء المشارك ببطولة دوري النخبة للموسم 2002.
9.مدرب نادي سامراء للموسم 2011-2012.
5- العمل في مجال الاحتراف:
خاض تجربة الاحتراف لمده 9 سنوات في سلطنة عمان كمدرب أول لعديد من أندية الدرجة الأولى والثانية وحاز على لقب أفضل مدرب في سلطنة عمان للموسم 2002- 2003 ولازال مستمرا حتى الآن بالعمل الاحترافي في دولة قطر.
6-عمل على رأس الجهاز الفني التدريبي لفريق الشحانية القطري للموسم 2012-2013.
7-مشرفا فنيا على فرق الفئات العمرية في نادي الشحانيه ونادي الخور القطري.

## الأندية التي أشرف على تدريبها كمدرب محترف
أولا- أنديه الدرجة الثانية (سلطنه عمان):
1.نادي صحار الرياضي موسم2002-2003م.
2.نادي السلام الرياضي موسم 2003-2004م.
3.نادي البشائر الرياضي موسم2004-2005م.
4.نادي صحم الرياضي موسم2005-2006م كنا قريبين من التأهل للمربع الذهبي.
5.نادي جعلان الرياضي موسم2006-2007م.
6.نادي مرباط الرياضي موسم2007-2008م خلال فترة تصفيات الصعود والتأهيل للدرجة الأولى.
7.حاصل على لقب أفضل مدرب لأندية الدرجة الثانية في سلطنه عمان وللموسم 2002-2003م
من قبل الاتحاد العماني لكره القدم.
8.مدرب أول لفريق نادي الشحانية القطري في بطولة الشيخ جاسم (قطر).
ثانيا- فرق الفئات العمرية والمراحل السنية:
عمل مديرا فنيا لفرق الفئات العمرية والمراحل السنية للأندية التالية:
1.نادي صحار الرياضي ولفئة الناشئين تحت 16 سنه ولدوري الأيام الأولمبية موسم 2003-2004م
وحصل على المركز الرابع على مستوى السلطنة.
2.مديرا فنيا لفئة الشباب وتحت سن 18 سنة في نادي صحار الرياضي موسم 2004-2005م.
3.مديرا فنيا لفرق الفئات العمرية لنادي مدحاء الرياضي.
4.مديرا فنيا لفرق الفئات العمرية لنادي البشائر الرياضي موسم
2005-2006م.
5.مدير فني لفريق تحت 17 سنة في نادي الشحانية (قطر).
6.مدير فني للفئات العمرية في نادي الخور (قطر).
ثالثا: أندية الدرجة الأولى
1. مديرا فنيا وللفريق الأول لنادي مجيس الرياضي بكرة القدم موسم2006-2007م.
2.	مديرا فنيا للمدرسة الكروية لنادي النهضة الرياضي موسم2008 -2009 م وللمراحل تحت 13 سنه.[بحاجة لمصدر]
3.مديرا فنيا لفريق الشباب وتحت سن 17 سنة لنادي النهضة الرياضي موسم 2008-2009م.
4. مديرا فنيا للفريق الأولمبي وتحت سن 21 سنة لنادي النهضة الرياضي موسم 2009-2010م.2010م2011 م.

## البطولات والألقاب

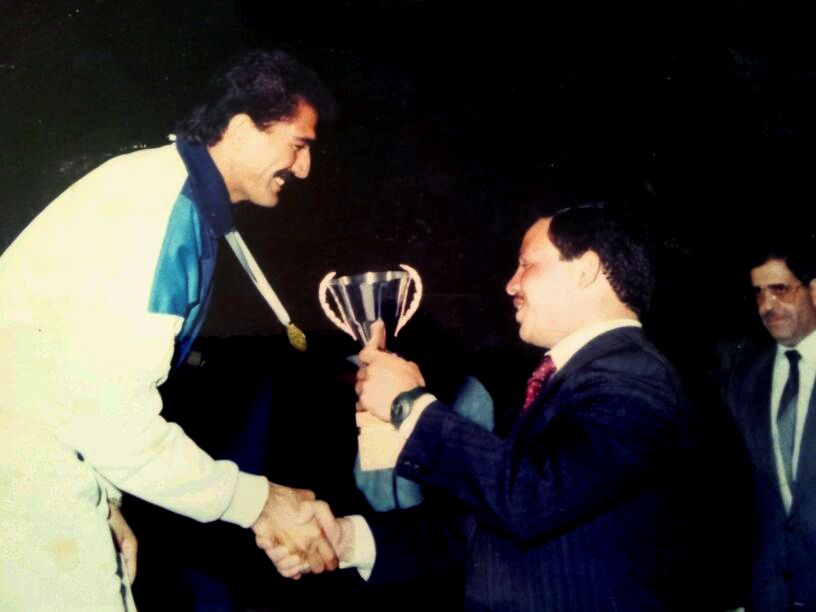
سعد عبد الرحيم يتسلم جائزة هداف بطولة مجلس التعاون العربي من الملك عبد الله بن الحسين عام 1989.

1.المركز الأول في بطولة مجلس التعاون العربي الأولى عام 1989.
2.المركز الأول في بطولة مجلس التعاون العربي الثانية عام 1990.
3.لقب هداف بطولة مجلس التعاون العربي الأولى عام 1989.
4.ثلاث بطولات كأس العراق.
5.بطولة دوري العراق.
6.بطولة دوري الدرجة الثانية مع نادي الرشيد العراقي.
7.جائزة أفضل مدرب في سلطنة عمان لعام 2003.